# Municipio de Brush Creek (Minnesota)
El municipio de Brush Creek (en inglés, Brush Creek Township) es un municipio del condado de Faribault, Minnesota, Estados Unidos. Tiene una población estimada, a mediados de 2021, de 187 habitantes.
Abarca un área exclusivamente rural.

## Geografía
Está ubicado en las coordenadas 43°37′23″N 93°49′5″O / 43.62306, -93.81806. Según la Oficina del Censo de los Estados Unidos, tiene una superficie total de 93.5 km², de la cual 91,5 km² corresponden a tierra firme y 2.0 km² son agua.

## Demografía
Según el censo de 2020, en ese momento había 188 personas residiendo en la zona. La densidad de población era de 2.1 hab./km². El 91.49 % de los habitantes eran blancos, el 0.53 % era afroamericano, el 0.53 % era asiático, el 3.19 % eran de otras razas y el 4.26 % eran de una mezcla de razas. Del total de la población, el 7.45 % eran hispanos o latinos de cualquier raza.